# Região Central de Alberta

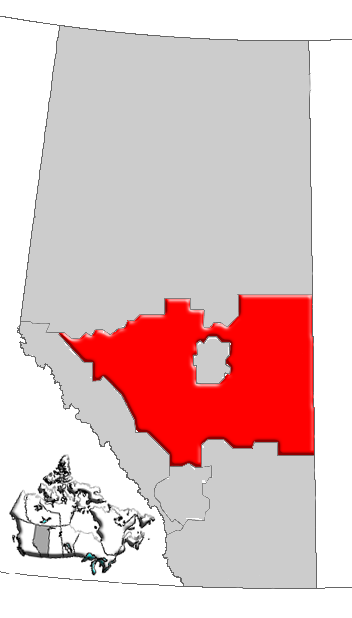
Localização da Região Central da província de Alberta.

O Centro de Alberta é uma região da província de Alberta no Canadá.
O centro de Alberta é a área rural mais densamente povoada da província. A agricultura e a energia constituem uma parte importante da economia da região.